# 合川駅
合川駅（あいかわえき）は秋田県北秋田市下杉字川井境にある、秋田内陸縦貫鉄道秋田内陸線の駅である。急行「もりよし」停車駅。

## 歴史
- 1934年（昭和9年）12月10日：国有鉄道阿仁合線の羽後上大野駅（うごうえおおのえき）として北秋田郡上大野村に開業[1]。
- 1955年（昭和30年）9月：駅で火災が発生（後述）。駅前の商店街を中心に51棟を焼く[2]。
- 1956年（昭和31年）4月1日：合川駅に改称[3]。
- 1970年（昭和45年）10月1日：貨物の取り扱いを廃止[1]。
- 1984年（昭和59年）2月1日：荷物扱い廃止[1]。
- 1986年（昭和61年）11月1日：秋田内陸縦貫鉄道に転換[1]。
- 2000年代（平成1x年）：合川駅長を廃止。合川町委託駅となる。[要出典]

### 1955年の火災
1955年、羽後上大野駅（当時）で火災が発生し、駅前商店街など51棟が焼失する大火災となった。

## 駅構造
島式ホーム1面2線を有する地上駅。
北秋田市委託の簡易委託駅。木造駅舎を有する。駅舎には待合室・出札窓口（営業時間: 6時20分 - 16時20分）がある。

### のりば
| のりば | 路線        | 方向 | 行先     |
| ------ | ----------- | ---- | -------- |
| 駅舎側 | ■秋田内陸線 | 上り | 鷹巣方面 |
| 反対側 | ■秋田内陸線 | 下り | 角館方面 |

※案内上ののりば番号は設定されていない。

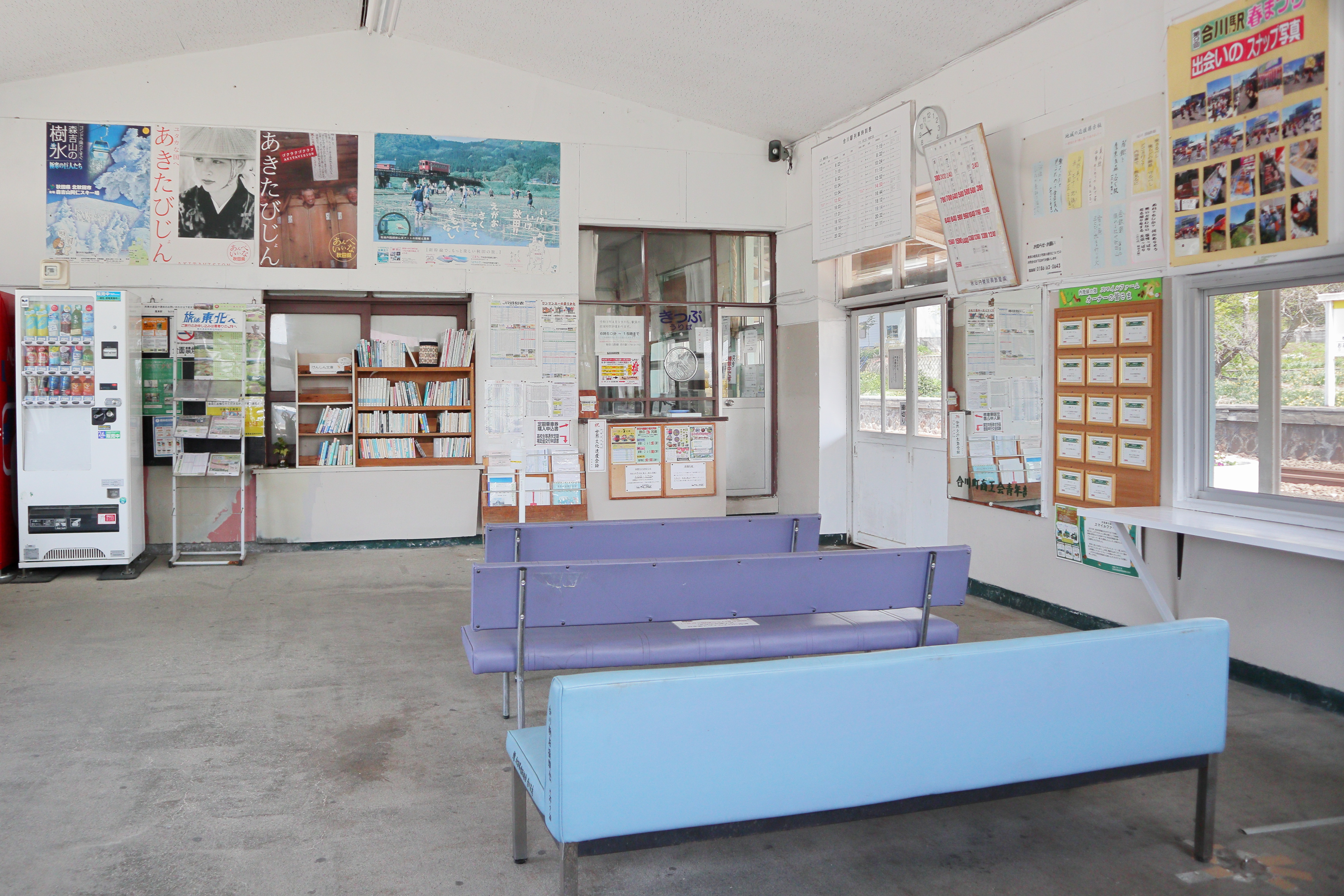
待合室
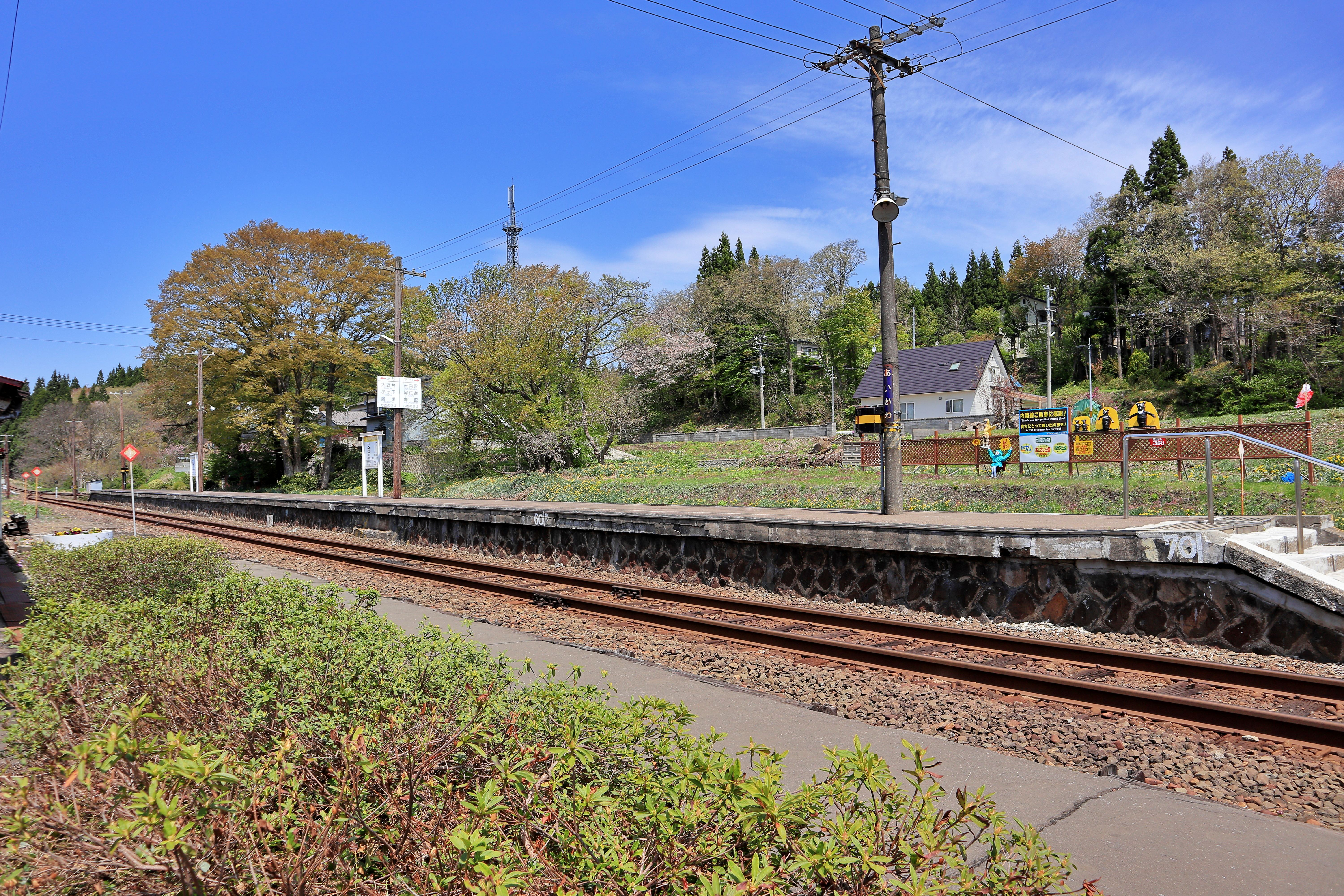
ホーム

## 利用状況
| 1日乗降人員推移 | 1日乗降人員推移 |
| 年度            | 1日平均人数     |
| --------------- | --------------- |
| 2016年          | 109             |
| 2017年          | 112             |
| 2018年          | 108             |

## 駅周辺
- さざなみ温泉
- 北秋田市役所合川支所（旧・合川町役場）
  - 北都銀行鷹巣支店北秋田市合川庁舎出張所（店舗外ATM）
- 合川郵便局
- 秋田県信用組合合川支店
- 秋田たかのす農業協同組合合川支店
- 秋田県道3号二ツ井森吉線
- 秋田県道24号鷹巣川井堂川線

## バス路線
路線バス（秋北バス）合川駅前バス停
鷹巣 - 沖田面線
- 沖田面ゆき
  - 上小阿仁村役場前 - 沖田面
- 鷹ノ巣駅方面（鷹ノ巣駅ゆき・イオンタウン鷹巣ゆき）
  - 北秋田市民病院 - 大野台駅前 - 北秋田市役所 - 鷹ノ巣駅前 -イオンタウン鷹巣前（ - 鷹ノ巣駅前）

## 隣の駅
秋田内陸縦貫鉄道
■秋田内陸線
- 急行「もりよし」停車駅

□快速（上りのみ）・■普通
大野台駅 - 合川駅 - 上杉駅